# Ohm
Ohm je jednotka elektrického odporu, značí se velkým řeckým písmenem Ω (omega). V soustavě SI patří mezi odvozené jednotky, rozměr v základních jednotkách je: Ω = m2·kg·s−3·A−2.
Předmět má odpor jeden ohm, jestliže po přiložení jednoho voltu napětí jím protéká proud jeden ampér.
Jednotka byla pojmenována podle německého fyzika Georga Ohma, objevitele vztahu mezi napětím a proudem, známého jako Ohmův zákon.